# Thérèse-Bénédicte de Bavière
Thérèse-Bénédicte-Marie de Bavière (Theresa Benedikta Maria von Bayern) (Château de Nymphembourg, Munich, 6 décembre 1725 - Francfort-sur-le-Main, Allemagne, 29 mars 1743) fille de l'électeur Charles-Albert de Bavière et de Marie-Amélie d'Autriche, fut Princesse de Bavière par naissance.

## Biographie
Thérèse-Bénédicte était le troisième enfant de Charles VII du Saint-Empire et de son épouse Marie-Amélie d'Autriche qui était archiduchesse d'Autriche par sa naissance. Ses grands-parents maternels étaient Joseph Ier du Saint-Empire et Wilhelmine-Amélie de Brunswick-Lunebourg, tandis que ses grands-parents paternels étaient Maximilien-Emmanuel de Bavière et Thérèse-Cunégonde Sobieska, la fille du roi de Pologne Jean III Sobieski.
Les parents de Thérèse-Bénédicte avaient eu sept enfants, dont quatre survécurent jusqu'à l'âge adulte. Thérèse-Bénédicte avait un frère, l'Électeur Maximilien III Joseph de Bavière, et trois sœurs, Marie-Antoinette de Bavière, Électrice consort de Saxe, Marie-Anne de Bavière, Margravine de Bade-Bade, et Josépha de Bavière, Impératrice consort du Saint-Empire romain germanique par son mariage avec Joseph II du Saint-Empire.
Thérèse-Bénédicte mourut le 29 mars 1743 à Francfort, à l'âge de seulement 17 ans, sans avoir été mariée ni avoir eu de descendance.

## Source
- (en) Cet article est partiellement ou en totalité issu de l’article de Wikipédia en anglais intitulé « Theresa Benedicta of Bavaria » (voir la liste des auteurs).